# Mount Elliot
Mount Elliot är ett berg i Antarktis. Det ligger i Östantarktis. Nya Zeeland gör anspråk på området. Toppen på Mount Elliot är 1 500 meter över havet, eller 450 meter över den omgivande terrängen. Bredden vid basen är 8,6 km.
Terrängen runt Mount Elliot är kuperad åt sydväst, men åt nordost är den bergig. Trakten är obefolkad. Det finns inga samhällen i närheten.